# ولفرسدورف
ولفرسدورف (به آلمانی: Wolfersdorf) یک شهر در آلمان است که در بایرن واقع شده‌است.

## خصوصیات
ولفرسدورف ۲۶٫۰۱ کیلومترمربع مساحت دارد ۵۰۲ متر بالاتر از سطح دریا واقع شده‌است.